# Буткявичюс, Аудрюс
Аудрюс Буткявичюс (лит. Audrius Butkevičius, родился 24 сентября 1960 в Каунасе) — первый литовский политик, осужденный на 5 с половиной лет тюрьмы за коррупцию в крупных размерах, один из участников движения «Саюдис» за выход Литвы из состава СССР, в 1992—1993 годах первый министр охраны края (министр национальной обороны) Литвы.

## Биография

### Образование и гражданская деятельность
Аудрюс закончил в 1978 году Каунасскую среднюю школу «Аушрос», а в 1986 году — Каунасский медицинский институт по специальности врач-психотерапевт. С 1980 по 1986 годы — младший научный сотрудник Каунасского института физиологии и патологии сердечно-сосудистой системы имени Зигмаса Янушкявичюса, лаборатории психологических и социологических исследований. Занимался исследованиями в области психологических войн, которые тогда ещё не были распространены в СССР. В 1993—1994 годах Буткявичюс стажировался в Королевском колледже Лондона в департаменте военного образования, а в 1994 году — в институте имени Альберта Эйнштейна в Кембридже.
С 1986 по 1987 годы Аудрюс Буткявичюс работал в амбулатории города Вешинтос (Аникщяйский район), в 1988—1989 годах был главврачом Каунасской центральной больницы.

### Выход Литвы из состава СССР
В 1988 году Буткявичюс примкнул к движению «Саюдис», выступавшему за выход Литвы из состава Советского Союза. Сотрудничал с американским идеологом «цветных революций» Джином Шарпом. Буткявичюс с 1988 года руководил Литовской организацией политических заключённых и ссыльных, устанавливая связь с литовскими диссидентами и прочими репрессированными в СССР литовцами, а также совершая экспедиции по местам ссылки литовских граждан и перевозя на историческую родину останки умерших в ссылке. Организация в том же году приобрела легальный статус. 11 марта 1990 года он подписал «Акт о восстановлении Литовского государства» — декларацию независимости Литвы.
Буткявичюс не отрицал присутствия роли КГБ в образовании «Саюдиса» и утверждал, что во время революционных событий он делал всё, чтобы свести возможное кровопролитие к минимуму и предотвратить человеческие жертвы. Например, по утверждению Буткявичюса, им были специально сняты с охраны границ Литовской ССР около тысячи человек.
Буткявичюс заявил, что 13 января 1991 года во время обороны Вильнюсского телецентра он специально готовил вместе с Витаутасом Ландсбергисом провокации и сознательно шёл на жертвы среди гражданского населения, чтобы добиться подобным сопротивлением вывода советских войск из Литвы. Вследствие этого Буткявичюс специально не вооружал никого из своих людей, а на случай атаки был готов поджечь здание Верховного Совета Литовской ССР.
Буткявичюс, с его слов, также занимался подготовкой похожих выступлений на Кавказе, рассылая печатные материалы чеченцам в Чечено-Ингушскую АССР и азербайджанцам в Нахичеванскую АССР. По мнению Буткявичюса, Михаил Горбачёв совершил ошибку, отменив свой же приказ на подавление антисоветских выступлений в Вильнюсе.

### Независимая Литва
После восстановления независимости Литвы Буткявичюс вошёл в делегацию, которая вела переговоры с новообразованной Российской Федерацией, в том числе и о выводе российских войск с территории Литвы к 31 августа 1993 года. С 23 июля 1992 по 28 октября 1993 года Буткявичюс занимал пост министра охраны края Литвы.
После победы на выборах Демократической партии труда Литвы, составленной преимущественно из бывших членов КПСС, соратники Буткявичюса попытались устроить мятеж и свергнуть партию демократов. Буткявичюс отказался участвовать в конфликте, заявив, что для него с политикой покончено.
В 1993 году Буткявичюс расследовал дела об организации мятежа добровольцев в Литве и гибели Юраса Абромавичюса, расследовавшего эти события, а также взрыва моста через реку Бражуоле. Позже у него выкрали ящики с документами, где хранилась информация о расследовании.
В 1995 году ушедший в отставку Буткявичюс создал Центр стратегических исследований, а в 1996 году возглавил Конфедерацию малого и среднего бизнеса Литвы. С 1996 по 2000 годы занимал пост депутата Сейма Литовской Республики. 12 августа 1997 года его задержали литовские спецслужбы в одной из гостиниц Литвы, когда Буткявичюсу якобы передавали сумму в 15 тысяч долларов США. 14 августа против него было возбуждено уголовное дело по обвинению в мошенничестве. 28 октября суд поместил Буткявичюса под стражу и вскоре приговорил к 5 с половиной годам тюрьмы. 15 июня 1999 года Сейм Литвы провалил импичмент Буткявичюсу, а 20 марта 2000 он был освобождён. 26 марта 2002 он выиграл в Европейском суде по правам человека дело против Литовской Республики по поводу нарушения своих прав. Буткявичюс утверждал, что его подставили бывшие однопартийцы.
После своего освобождения из вильнюсской колонии Буткявичюс заявил в интервью ряду газет, что Витаутас Ландсбергис-старший и его сын Витаутас Ландсбергис-младший активно сотрудничали с КГБ.

### В составе Европейского Союза
Буткявичюс вступил в партию «Порядок и справедливость» (бывшая Либерально-демократическая партия Литвы) и был избран 25 февраля 2007 в Вильнюсский городской совет. На своём посту он консультировал деятельность Литвы в Грузии, Украине и Белоруссии. Буткявичюс стал директором частной компании «Cancosus Development Center».
Буткявичюс критически отывался о протестном движении в России; по его мнению, оппозиция совершила ряд серьёзных ошибок и не учла множество факторов, пытаясь выступить против Владимира Путина. Аудрюс обвинил литовские власти и российскую оппозицию в чрезмерном проявлении снобизма и «преклонения перед Западом». Буткявичюс считал, что члены правительства РФ, назначенные в 1991 году, получали финансовую помощь от частных американских организаций.
Аудрюсу Буткявичюсу, по словам Олега Царёва, был официально закрыт въезд на Украину[когда?]

, поскольку его обвиняли[кто?] в командовании снайперами, убивавшими протестующих в Вильнюсе в 1991 году и в Киргизии в 2005 году, а также в руководстве ЧВК в Грузии во время революции Роз. Группа Буткявичюса, однако, во время Евромайдана якобы пробралась тайно на Украину не без помощи нескольких деятелей СБУ: по мнению Царёва, именно Буткявичюс был инструктором снайперов, которые убивали протестующих на Евромайдане в январе 2014 года.

## Награды
- Медаль Независимости Литвы (1 июля 2000 года)[11]
- Медаль Добровольцев-создателей Войска Литовского (21 ноября 1995 года)[12]
- Памятный знак за личный вклад в развитие трансатлантических отношений Литвы и по случаю приглашения Литовской Республики в НАТО (12 февраля 2003 года)[13]
- Медаль по случаю двадцатой годовщины восстановления независимости Литвы (2 марта 2010 года)[14]